# 橿原リハビリテーション病院
橿原リハビリテーション病院（かしはらリハビリテーションびょういん）は、医療法人医誠会が奈良県橿原市田中町に設置する病院。

## 診療科
- 内科[1]
- リハビリテーション科[1]

## 医療機関の認定
- 保険医療機関[1]
- 生活保護法指定医療機関[1]
- 労災保険指定医療機関[1]
- DPC対象病院[1]

## 訪問リハビリテーション
通院が困難な患者向けに、理学療法士・作業療法士が自宅を訪問し、訪問リハビリを行っている。

## 交通アクセス
- 近鉄橿原線「橿原神宮前駅」または同線「畝傍御陵前駅」より徒歩15分[1]
- 近鉄橿原線「橿原神宮前駅」より病院送迎バスを運行している[3]。

## 系列病院
- 医誠会国際総合病院（大阪市北区）
- 摂津医誠会病院（大阪府摂津市）
- 児島中央病院（岡山県倉敷市）
- 茨木医誠会病院（大阪府茨木市）
- 神崎中央病院（滋賀県東近江市）
- 東春病院（愛知県春日井市）
- 東舞鶴医誠会病院（京都府舞鶴市）